# Bisaltes taua
Bisaltes taua es una especie de escarabajo longicornio del género Bisaltes, subfamilia Lamiinae. Fue descrita científicamente por Galileo & Martins en 2003.
Se distribuye por Brasil. Posee una longitud corporal de 12,1 milímetros. El período de vuelo de esta especie ocurre en los meses de enero y diciembre.